# Varga Éva (szobrász)
Varga Éva (Hajdúböszörmény, 1949. szeptember 27. –) szobrászművész, a Széchenyi Irodalmi és Művészeti Akadémia Miskolci Területi Csoportjának tagja. Lánya, Szanyi Borbála szintén szobrász.

## Munkássága

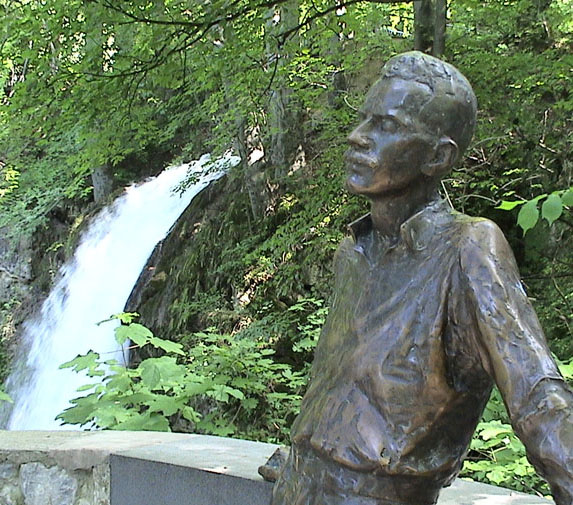
Varga Éva: József Attila. A szobor Lillafüreden, a vízesés mellett áll

Varga Éva 1969-ben kezdte meg tanulmányait a Képzőművészeti Főiskola szobrász szakán, mestere Szabó Iván volt. A főiskoláról 1974-ben került ki, 1975-től Miskolcon él, a helyi művésztelepen. Már 1973-ban bemutatkozott a XX. Vásárhelyi Őszi Tárlaton, ahol díjat nyert, majd 1976-ban megkapta a Miskolci Téli Tárlat nagydíját. Miskolcon az első köztéri alkotása az akkori MSZMP-székházra készített lendületes Galambos dombormű 1978-ból.
1982-ben megkapta a Derkovits-ösztöndíjat, 1987-ben állították fel kedves Madaras kútját az Avasi lakótelepen, a Középszer utcai szolgáltatóház előtt, 1988-ban Jókai Mór bronz mellszobrát a Népkertben. Közben sorra kapta az elismeréseket, a különböző kiállítások és szervezetek díjait, 1989-ben az Izsó Miklós Művészeti díjat. 1991-ben bronz világháborús emlékművet készített Felsőzsolcára és fontos bronz mellszobrokat a Miskolci Egyetemnek (Delius Kristóf, Mikoviny Sámuel és Bálint Lajos szobrai az aulában láthatók). 1996-ban állították fel tömbszerűségében is míves gránit-mészkő Millecentenáriumi emlékművét Miskolc Széchenyi utcáján. Ő készítette Szalay Lajos bronz portré-reliefjét a Patró-ház homlokzatára (itt tekinthető meg a világhírű grafikus gyűjteménye) és Szalay Lajos gránit-andezit síremlékét is, a Szentpéteri kapui temetőbe. 2001-ben állították fel Nagy Lajos király bronz mellszobrát a Diósgyőri vár előtt. 2005-ben, József Attila születésének 100. évfordulójára készült életművének egyik legszebb bronz szobra, amely a mellvédnek támaszkodó költőt ábrázolja. A költő alakja mellett, annak mintegy árnyékaként, az Óda című vers töredezett sorai olvashatók. A szobor Lillafüreden, a Palotaszálló függőkertjében, a Szinva-patak vízesése mellett látható. 2007-ben Latabár Endre színész, rendező, színházigazgató mellszobrát formázta meg, amit 2007. szeptember 3-án avattak fel a Miskolci Nemzeti Színház udvarán lévő szoborparkban.
A művész a szobrászat minden ágában alkot, készít köztéri nagyszobrokat, kisplasztikákat, portrékat, sőt még érmeket is. Anyagválasztása is változatos: a kő, a bronz, a gipsz, a vas mind életre kelnek kezei alatt. Miskolci művészként különösen sok alkotása került a város különböző helyeire, alkotásait a helyiek kedvelik, szeretik, tisztelik. 1994-ben Kondor Béla művészeti díjat, 2002-ben Munkácsy-díjat kapott, 2007-ben övé lett a Miskolci Téli Tárlat nagydíja, 2009-ben Római ösztöndíjat nyert. Köztéri munkái mellett fontos megemlíteni az utóbbi évek geometrikus vas kompozícióit, kisméretű absztrakt szobor-reliefjeit, vagy a természet ihlette feldolgozásokat (utóbbira példa a Miskolci Galéria udvarán látható Vas fű).
Munkáit számos közgyűjtemény őrzi: Biblia Múzeum (Budapest), British Museum (London), Centro Dantesco (Ravenna), Herman Ottó Múzeum (Miskolc), Miskolci Galéria, Petőfi Irodalmi Múzeum (Budapest).

## Galéria

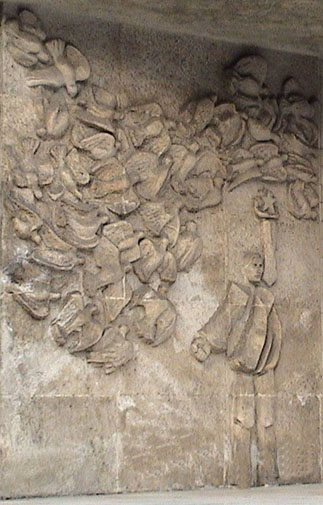
Galambos dombormű (ITC székház)
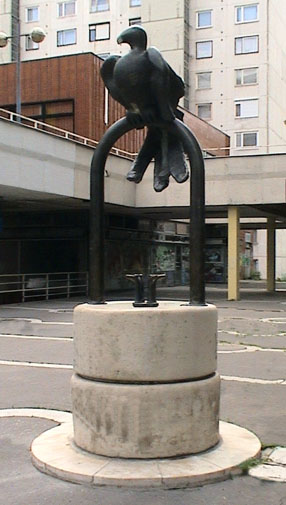
Madaras kút (Avasi lakótelep)
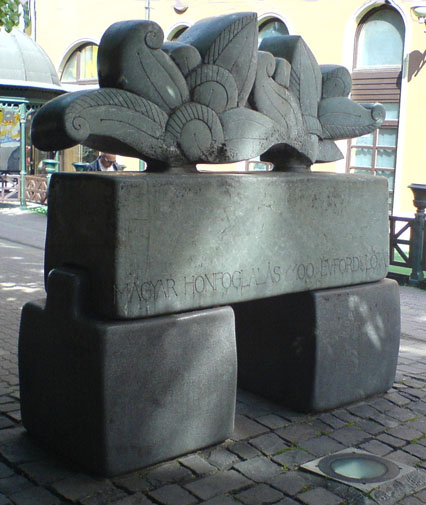
Millecentenáriumi emlékmű (Miskolc belvárosa)
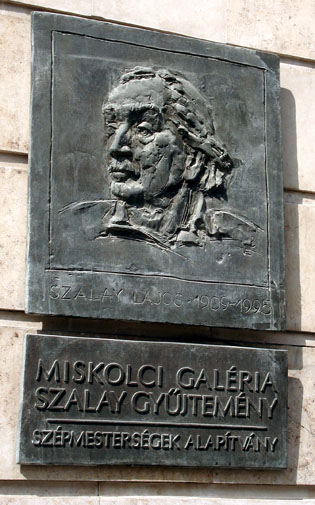
Szalay Lajos domborműve
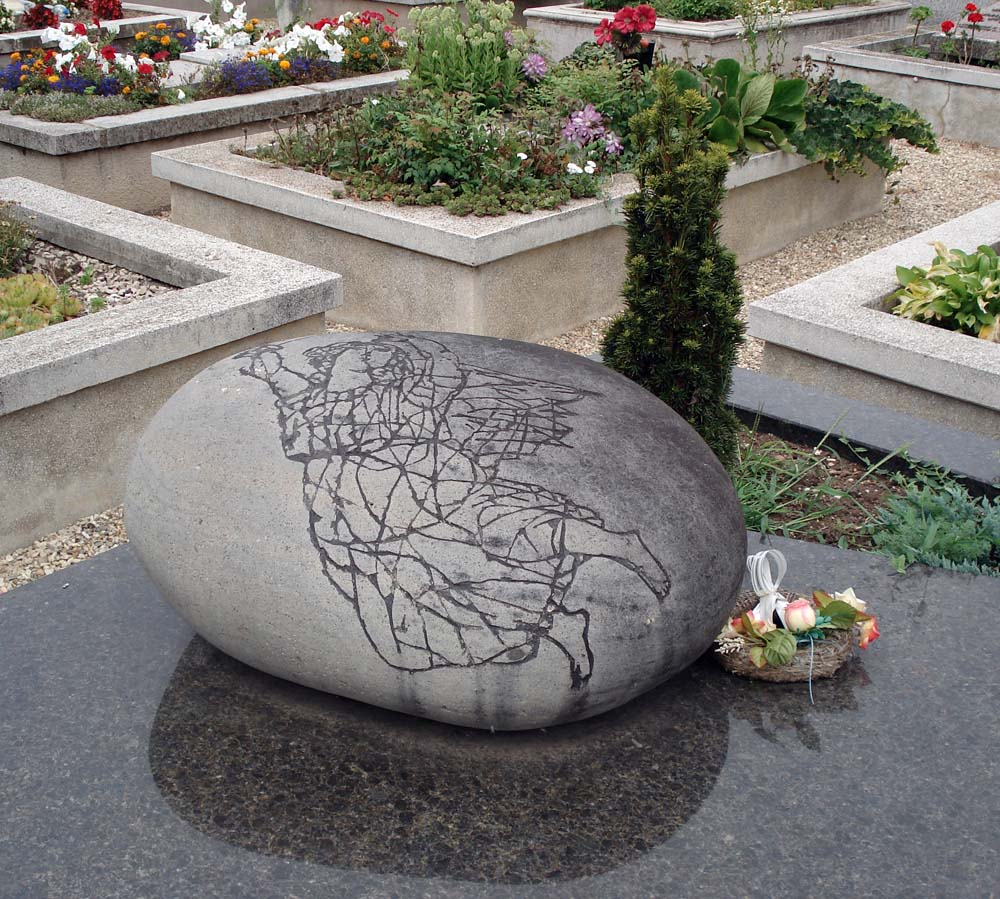
Szalay Lajos síremléke a miskolci Városi Temetőben
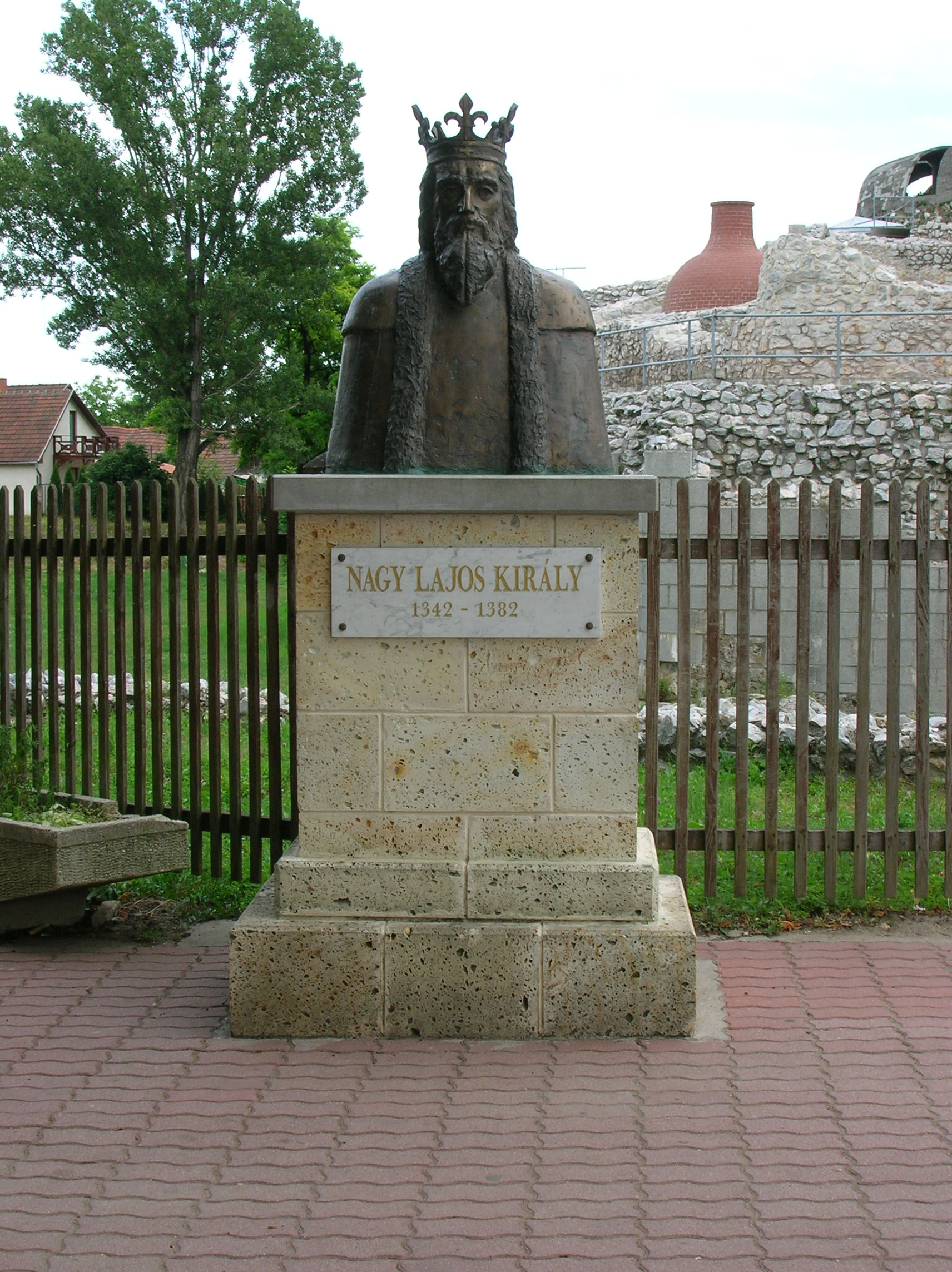
Nagy Lajos király (a Diósgyőri Vár előtt)
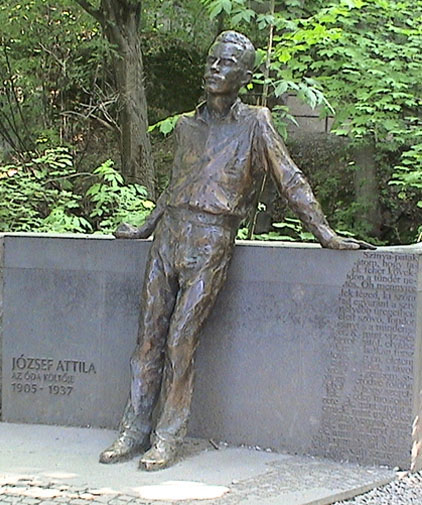
József Attila (Lillafüred)
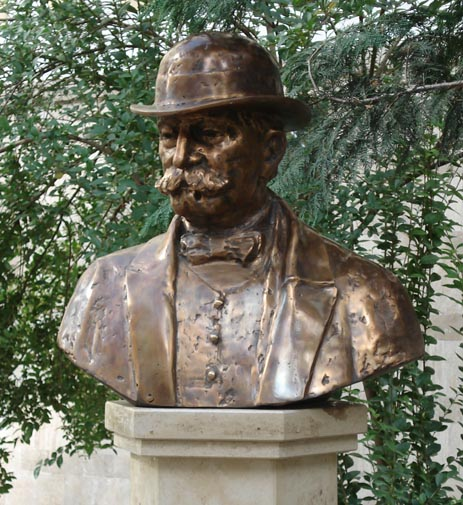
Latabár Endre a Miskolci Nemzeti Színház udvarán
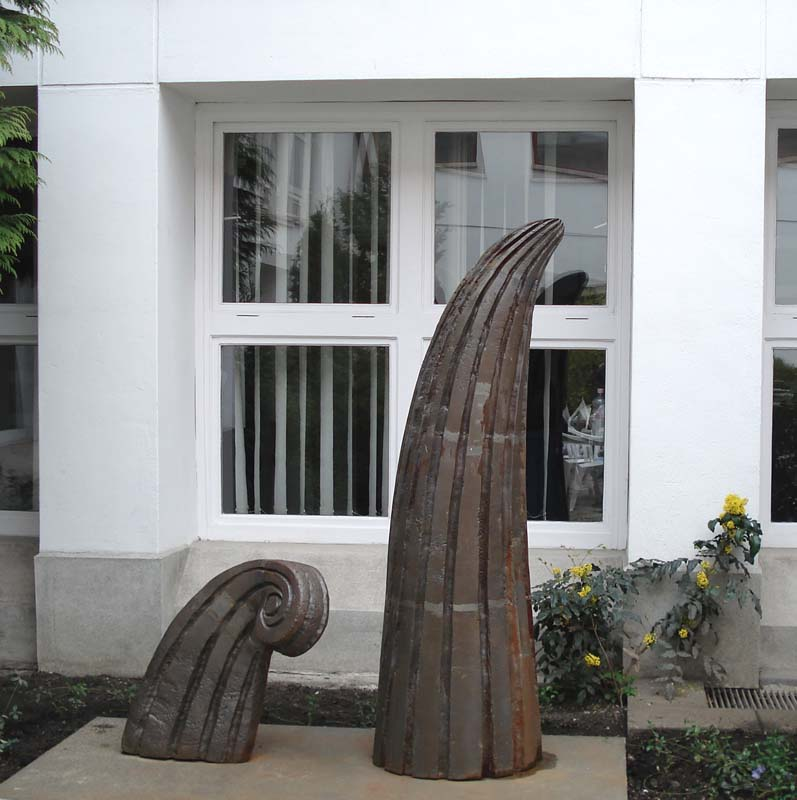
Vasfű (a Miskolci Galéria udvarán)
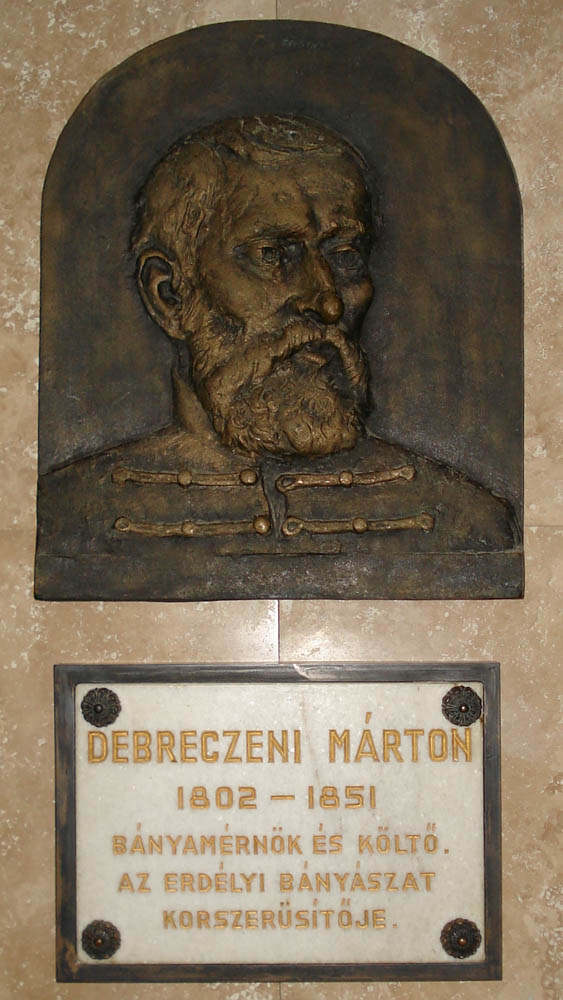
Debreczeni Márton, perecesi (Miskolc) Debreczeni Márton Szakközépiskola

## Díjai, ösztöndíjai
- 1973 – XX. Vásárhelyi Őszi Tárlat díja
- 1976 – Miskolci Téli Tárlat nagydíja
- 1977 – A Fiatal Képzőművészek Stúdiója egy hónapos ösztöndíja Lengyelországban
- 1977 – Borsod megyei KISZ-nívódíj
- 1982 – Miskolci Téli Tárlat, Borsod-Abaúj-Zemplén Megye Tanácsának díja
- 1982–84 – Derkovits-ösztöndíj
- 1985 – Kosztolányi-kiállítás MM díja, Petőfi Irodalmi Múzeum
- 1987-88 – SZOT-ösztöndíj
- 1988 – Miskolci Téli Tárlat, Salgótarján Város Tanácsának díja
- 1989 – Izsó Miklós Művészeti díj
- 1989 – I. Zempléni Nyári Tárlat díja
- 1989 – II. Nemzetközi Portrészobrászati Triennále, Érem-kategória I. díj, Sopot
- 1990 – Kölcsey-pályázat Szatmárcseke díja, Petőfi Irodalmi Múzeum
- 1991 – II. Zempléni Nyári Tárlat díja
- 1991 – Katona József emlékkiállítás, II. díj, Kecskemét
- 1994 – Kondor Béla művészeti díj
- 1996 – A Nyíregyháza-Sóstói Alkotótelep kiállításának Pro Arte ezüstérme
- 1997 – XV. Országos Kisplasztikai Biennále, a Művelődési és Közoktatási Minisztérium díja, Pécs
- 2000 – MAOE ösztöndíj
- 2001 – Miskolci Téli tárlat, a MAOE díja, Miskolc
- 2001 – Egyiptomi Kulturális Minisztérium ösztöndíja, Egyiptom (2 hónap)
- 2001 – Osztrák Kulturális Minisztérium ösztöndíja, Bécs
- 2002 – Munkácsy Mihály-díj
- 2002 – X. Országos Rajzbiennále díja, Salgótarján
- 2003 – Őszi betakarítás, a MKISZ szobrász szakosztályának kiállítása, a Szövetség díja, Budapest
- 2005 – Miskolci Téli Tárlat, a MAOE díja, Miskolc
- 2007 – Miskolci Téli Tárlat nagydíja
- 2009 – Római ösztöndíj

## Válogatott egyéni kiállításai
- 1976 – Mini Galéria, Miskolc

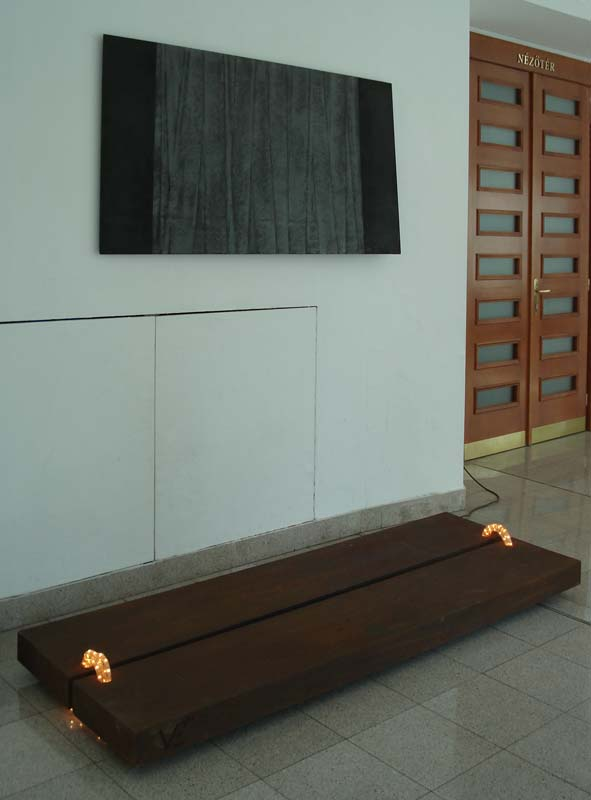
Oldás és kötés. Kiállítás a miskolci Művészetek Házában

- 1976 – Petőfi Művelődési Ház, Hajdúböszörmény
- 1977, 1990 – Zilahy György Művészbarátok köre (Szanyi Péterrel), Tokaj
- 1979 – Tornyai János Múzeum, Hódmezővásárhely
- 1981 – Ifjúsági Ház Galéria (Molnár Istvánnal), Szeged
- 1981 – Művelődési Központ (Szanyi Péterrel), Fehérgyarmat
- 1982 – Miskolci Galéria, Miskolc
- 1983 – Egyetem Galéria (Máger Ágnessel, Mészáros Erzsébettel), Miskolc
- 1983 – Óbudai Pincegaléria, Budapest
- 1985 – Vereinsbank Galerie (Molnár Istvánnal), Wachtendonk
- 1985 – Magyar Zenei Napok (Máger Ágnessel), Bad-Lippspringe
- 1985 – Galéria, Sajóbábony
- 1986 – Dürer Terem, Budapest
- 1987 – Sillye Galéria, Művelődési Központ, Hajdúböszörmény
- 1988 – Taidekeskus Maltinranta (Feledy Gyulával), Tampere
- 1989 – Művelődési Ház Galéria, Sárospatak
- 1993 – Református műemléki templom, Nyírbátor
- 1993 – Művelődési Központ (Szanyi Péterrel), Oroszlány
- 1984 – Betty Kounsroek Galerie (Tóth Ernővel), Rotterdam
- 1984 – Kulturwerkstatt Meiderich, Duisburg
- 1995 – II. Rákóczi Ferenc Megyei Könyvtár, Miskolc
- 1997 – Párizsi Magyar Intézet, Párizs
- 1998 – Vigadó Galéria, Budapest
- 1998 – Löffler Múzeum, Kassa
- 1998 – Városi Múzeum, Bártfa
- 2001 – Magyar Intézet, Kairó
- 2002 – Óbudai Társaskör Galéria, Budapest
- 2004 – Dorottya Galéria, Budapest
- 2009 – Művészetek Háza („Oldás és kötés”), Miskolc

## Köztéri munkái
- 1974 – dr. Imre József (bronz portrédombormű, Hódmezővásárhely, Bethlen Gimnázium)
- 1978 – Galambos dombormű (kő, MSZMP, ma ITC székház, Miskolc)
- 1981 – Bartók-emlékmű (bronz portrédombormű, Borsodszirák)
- 1983 – Angyalos ivókút (bronz-mészkő, Békéscsaba)
- 1984 – Kőrösi Csoma Sándor (bronz portrédombormű, Dunaharaszti, Általános Iskola)
- 1986 – Oroszlános kút (mészkő, bronz, Miskolc, Miskolci Akadémiai Bizottság székháza)
- 1986 – Vörösmarty Mihály (műanyag portrédombormű, Miskolc, Általános Iskola),
- 1987 – Fazola Henrik (bronz portrédombormű, Miskolc, Általános Iskola)
- 1987 – Madaras kút (bronz-kő szobor, Miskolc, Avas déli lakótelep)
- 1987 – Mezőgazdaság (festett gipsz dombormű, Borsodszirák, Bartók MGTSZ irodaháza)
- 1987 – Pálos emlékmű (műkő, Sajólád)
- 1988 – Jókai Mór (bronz mellszobor, Miskolc, Népkert)
- 1988 – Kossuth Lajos (bronz, mészkő portrédombormű, Sajószentpéter, Általános Iskola)
- 1989 – Kazinczy Ferenc (bronz, kő portrédombormű, Felsőzsolca, Általános Iskola)
- 1990 – Debreczeni Márton (bronz portrédombormű, Pereces, Debreczeni Márton Szakközépiskola)
- 1990 – Károli Biblia (színezett műkő dombormű, Gönc, Általános Iskola)
- 1990 – Szent István-emlékmű (bronz, műkő, Felsőzsolca, Általános Iskola)
- 1991 – Delius Christof és Mikoviny Sámuel (bronz portrék, Miskolc, Miskolci Egyetem aulája)
- 1991 – Dombormű és felirat (bronz, Felsőzsolca, Krisztina Óvoda)
- 1991 – Fráter György (vörösmárvány portrédombormű, Sajólád, Általános Iskola)
- 1991 – I–II. világháborús emlékmű (bronz, Felsőzsolca, régi temető)
- 1991 – Turulmadár (műkő, rekonstrukció, Jósvafő)
- 1992 – Világháborús emlékmű (mészkő, Miskolc)
- 1993 – Jó tanuló, jó sportoló (bronz, mészkő emléktábla, Miskolc, Sportcsarnok)
- 1993 – Platthy Ida (bronz dombormű és felirat, Felsőzsolca, Óvoda)
- 1994 – Arany János (bronz, kő portrédombormű, Tiszalúc, Általános Iskola)
- 1994 – Szent József (mészkő, Sajópetri, római katolikus templom)
- 1996 – Millecentenáriumi emlékmű (gránit, mészkő, Miskolc)
- 1997 – I–II. világháborús és 1956-os emlékmű (bronz, Sajószentpéter)
- 1998 – 1848–49-es szabadságharc-emlékmű (bronz, Hajdúböszörmény)
- 1999 – Pattantyús Ábrahám Géza (bronz, Sajószentpéter, Pattantyús Ábrahám Géza Szakközépiskola)
- 2000 – I–II. világháborús és bányász emlékmű (mészkő, Szuhakálló)
- 2000 – Szalay Lajos-síremlék (gránit, Miskolc, Városi temető)
- 2000 – Szalay Lajos (bronz portrédombormű, Miskolc, Hunyadi u. 12.)
- 2000 – Zrínyi Ilona (bronz, Miskolc, Zrínyi Ilona Gimnázium)
- 2001 – Nagy Lajos király (bronz mellszobor, Miskolc, Diósgyőr)
- 2005 – József Attila (egész alakos bronz szobor, Miskolc, Lillafüred)
- 2007 – Latabár Endre (bronz mellszobor, Miskolc, Miskolci Nemzeti Színház udvara)
- 2008 – Vas fű (öntöttvas, Miskolci Galéria udvara)